# NGC 545
NGC 545 је елиптична галаксија у сазвежђу Кит која се налази на NGC листи објеката дубоког неба.
Деклинација објекта је - 1° 20' 26" а ректасцензија 1h 25m 59,0s. Привидна величина (магнитуда) објекта NGC 545 износи 12,3 а фотографска магнитуда 13,3. Налази се на удаљености од 61,773 милиона парсека од Сунца. NGC 545 је још познат и под ознакама UGC 1007, MCG 0-4-142, CGCG 385-132, DRCG 7-43, KCPG 32A, ARAK 45, 3C 40, ARP 308, PGC 5323.